# 伯耆民諺記
『伯耆民諺記』（ほうきみんげんき）は、江戸時代中期に記された史書。1742年（寛保2年）、伯耆国倉吉詰の鳥取藩士といわれる松岡布政（まつおかのぶまさ、？－1750年〈寛延3年〉）によって著された。全20巻。
伯耆国の様々な伝承や、寺社、古城砦の合戦記を記す。伯耆国のまとまった史書としては唯一のものであり、当地域の歴史研究において欠くことのできない資料である。当時まで伝わっていた伝承を忠実に伝え、特に合戦の描写に筆力がある。伯耆国唯一の史書ではあるが、記述は東伯耆（鳥取県中部）関連のものに偏っている傾向がある。
この民諺記以外の伯耆国関連の史書としては幕末に編纂された『伯耆志』が知られているが、明治維新の混乱期に散逸したために現存しているのは一部である。しかし、この『伯耆民諺記』には隣国・因幡国に関する『因幡民談記』が不完全ながらも史料批判を行い、「筆記の部」と呼ばれる史料編を載せているのに対して、出典史料が不明な部分が多数を占めるなどしている（その反省であろうか『伯耆志』には史料編が付け加えられている）。
後世、鵜殿氏によって著された『伯耆民談記』は、『伯耆民諺記』が改題再編されたものと考えられる。これは『因幡民談記』に対しての改題であり、更に何人かの加除改稿によって『民諺記』の元の形が失われた。
近年まで鳥取県における中世史研究はこの『伯耆民諺記』などの記述を中心に行われてきた。しかし、史料批判的な観点から見ると民諺記は史料というよりも論考といった方が適切であり（高橋正弘著『因伯の戦国城郭　通史編』）、近年では以前見られた記述を鵜呑みにした研究を見直す動きが活発になってきている。